# Oron
Oron é uma comuna francesa na região administrativa de Grande Leste, no departamento de Mosela. Estende-se por uma área de 5,37 km². Em 2010 a comuna tinha 98 habitantes (densidade: 18,2 hab./km²).